# Cebolla
Cebolla è un comune spagnolo di 3 527 abitanti situato nella comunità autonoma di Castiglia-La Mancia.